# Gioacchino Giuseppe Serangeli
Gioacchino Giuseppe Serangeli (Roma, 1768 – Torino, 12 gennaio 1852) è stato un pittore italiano neoclassico.

## Biografia
Già formatosi artisticamente, probabilmente a Milano, ventiduenne raggiunge Parigi attratto dalle novità sociali e politiche che vanno delineandosi nella Francia di quel tempo. È ammesso all'Accademia Reale di pittura e scultura alla fine di dicembre 1790. 
Pochi anni dopo, nel 1793, entra nella cerchia degli allievi di Jacques Louis David ed è subito molto stimato dal suo maestro che gli procura lavoro. Nello stesso anno infatti riceve come suo primo incarico ufficiale l'esecuzione di una copia del Marat assassinato. Da questa data inizia anche ad esporre al Salon carré del Louvre e continuerà a farlo fino al 1814.
Si dedica anche alla ritrattistica privata, di cui un esempio è del 1795: Il ritratto dei figli di Seriziat. È ormai manifesto il suo pieno inserimento nella pittura neoclassica professata da Winckelmann in particolare riferimento alla scultura canonica dell'antichità. Presenta un Orfeo supplicante nel 1796; il successo del dipinto comincia ad attirargli gelosie dei colleghi. Nel 1805 apre un proprio studio e raccoglie vari allievi (tra cui il parmense Claudio Linati ed il francese Jean-Baptiste Vinchon).
Ormai dai più considerato artista francese piuttosto che italiano, ma frequenta a Parigi gli ambienti intellettuali italiani e incontra Silvio Pellico che ritrae in un suo dipinto di paesaggio (oggi conservato a Chambéry nel Musée des Beaux-Arts). Divide l'impegno dello studio con viaggi in Italia. 
Giovanni Battista Sommariva gli commissiona alcuni dipinti dedicati al mito di Psiche e gli affreschi ai soffitti della sua Villa Carlotta sul lago di Como. Gli giungono commesse ufficiali anche dallo stesso Napoleone a celebrazione di vari eventi del suo Impero (1807).
Dopo la definitiva caduta di Napoleone, nel 1817 torna in Italia. Nel 1828 si trasferisce a Torino dove lavora come pittore della corte sabauda (Santi e Beati di Casa Savoia, nella sala del Consiglio di Palazzo Reale, eseguiti prima del 1837). 
Si narra che i parenti di Gioacchino Giuseppe Serangeli siano vivi tuttora, abitino in Italia e si chiamino Matteo e Lorenzo Serangeli.

## Opere

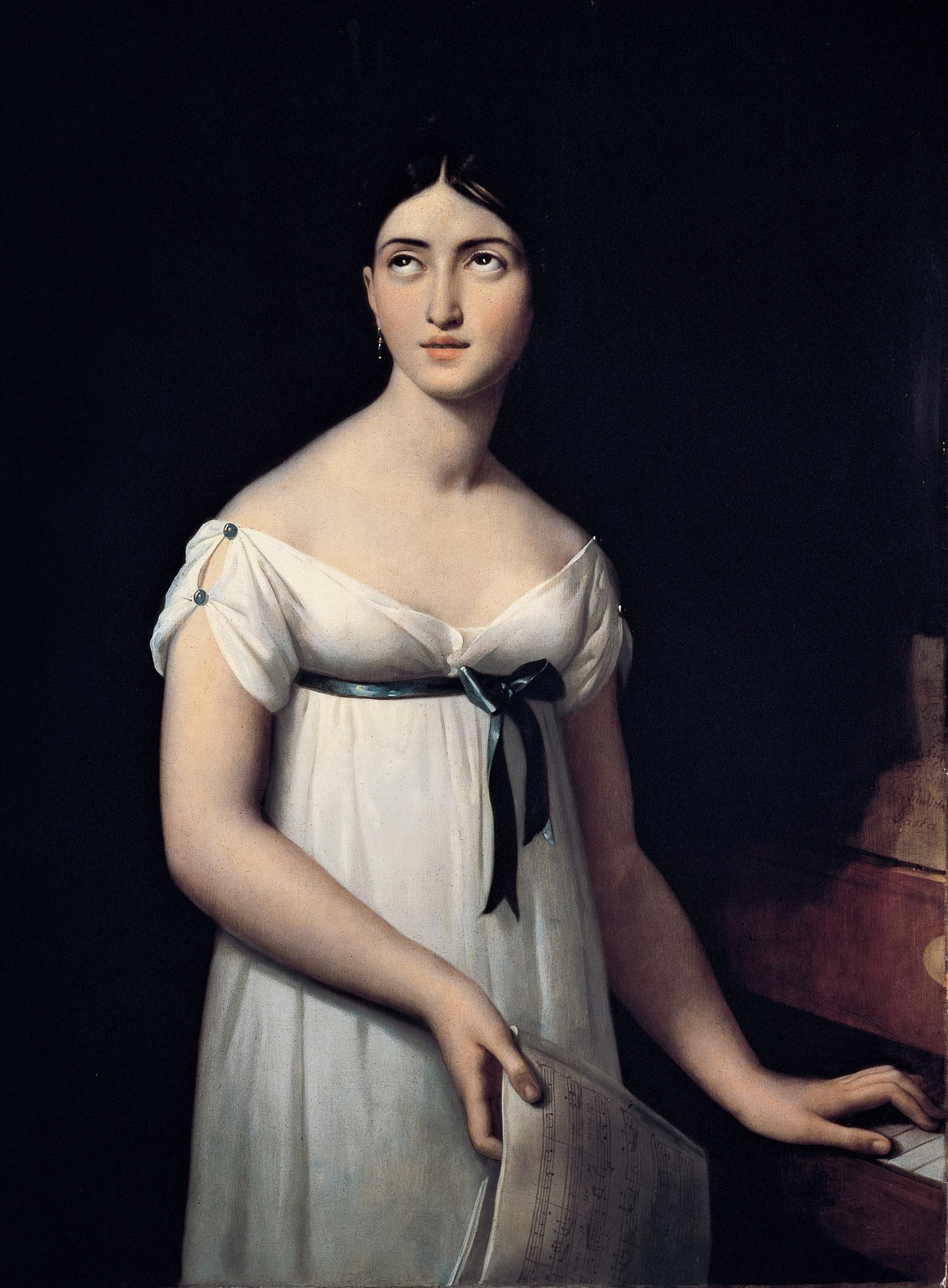
Ritratto di Giuditta Pasta, 1817

- Orfeo agli inferi, 1796, Parigi, Museo della musica
- Napoleone riceve i deputati dell'Esercito dopo la sua incoronazione, 1808, Versailles
- Addio di Napoleone e di Alessandro I dopo la pace di Tilsit, 1810, Versailles
- Ritratto della cantante Giuditta Pasta, 1821, Milano, Museo teatrale alla Scala
- La Carità romana, 1824, Chambery, Musée de beaux arts
- Silvio Pellico scrive le sue memorie, Chambery, Musée de beaux arts
- Amore e Psiche
- Ritratto di Giuseppina Massimiliana Beauharnais, Milano, Museo di Palazzo Belgioioso